# Liste der Kulturgüter in Coppet
Die Liste der Kulturgüter in Coppet enthält alle Objekte in der Gemeinde Coppet im Kanton Waadt, die gemäss der Haager Konvention zum Schutz von Kulturgut bei bewaffneten Konflikten, dem Bundesgesetz vom 20. Juni 2014 über den Schutz der Kulturgüter bei bewaffneten Konflikten sowie der Verordnung vom 29. Oktober 2014 über den Schutz der Kulturgüter bei bewaffneten Konflikten unter Schutz stehen.
Objekte der Kategorien A und B sind vollständig in der Liste enthalten, Objekte der Kategorie C fehlen zurzeit (Stand: 1. Januar 2023).

## Kulturgüter
| Foto |                                                                         | Objekt | Kat. | Typ | Standort                             | Beschreibung |
| ---- | ----------------------------------------------------------------------- | --- | ---- | --- | ------------------------------------ | ------------ |
| ja   | Datei hochladen · Wikidata zu Schloss Coppet (Q2969038)                 | Schloss Coppet mit Wohnhaus und Nebengebäude, ehemaliger Weinpresse, Scheiterhaufen und zwei Brunnen/ Château de Coppet avec maison d’habitation et dépendance, ancien pressoir, bûcher et deux fontaines KGS-Nr.: 06010 | A    | G   | Rue de la Gare 2 503977 / 130282     |              |
| ja   | Datei hochladen · Wikidata zu Ehemalige Dominikanerkirche (Q3517547)    | Reformierte Kirche (ehemalige Dominikanerkirche) / Temple (ancienne église des Dominicains) KGS-Nr.: 06013 | A    | G   | Ruelle du Temple 2.2 504066 / 130145 |              |
| BW   | Datei hochladen · Wikidata zu Haus de Mézières (Q29890689)              | Maison de Mézières KGS-Nr.: 06012 | B    | G   | Grand-Rue 63 504132 / 130182         |              |
| BW   | Datei hochladen                                                         | Schlossmuseum / Musée du château KGS-Nr.: 10673 | B    | S   | Rue de la Gare 2 503954 / 130277     |              |
| BW   | Datei hochladen · Wikidata zu Museum von Coppet-Haus Michel (Q27479995) | Musée de Coppet-Maison Michel KGS-Nr.: 14591 | B    | S   | Grand-Rue 30 504066 / 130203         |              |